# Sportverein Stuttgarter Kickers 1996-1997
Questa voce raccoglie le informazioni riguardanti lo Sportverein Stuttgarter Kickers nelle competizioni ufficiali della stagione 1996-1997.

## Stagione
Nella stagione 1996-1997 il Stuttgarter Kickers, allenato da Wolfgang Wolf, concluse il campionato di 2. Bundesliga al 5º posto. In Coppa di Germania il Stuttgarter Kickers fu eliminato al primo turno dall'Energie Cottbus.

## Rosa
| N. |                                 | Ruolo | Calciatore      |
| -- | ------------------------------- | ----- | --------------- |
| 1  | Germania (bandiera)             | P     | Thomas Walter   |
| 2  | Germania (bandiera)             | D     | Dirk Wüllbier   |
| 3  | Germania (bandiera)             | C     | Stefan Minkwitz |
| 4  | Germania (bandiera)             | D     | Ralf Strogies   |
| 5  | Germania (bandiera)             | C     | Markus Lösch    |
| 6  | Croazia (bandiera)              | A     | Antun Labak     |
| 7  | Germania (bandiera)             | C     | Robert Hofacker |
| 8  | Germania (bandiera)             | A     | Markus Sailer   |
| 9  | Germania (bandiera)             | A     | Markus Beierle  |
| 10 | Bosnia ed Erzegovina (bandiera) | C     | Adnan Kevric    |
| 11 | Polonia (bandiera)              | C     | Janusz Góra     |
| 12 | Russia (bandiera)               | D     | Mikhail Smirnov |
| 13 | Grecia (bandiera)               | C     | Niko Chatzis    |
| 14 | Croazia (bandiera)              | A     | Tomislav Marić  |

| N. |                                | Ruolo | Calciatore        |
| -- | ------------------------------ | ----- | ----------------- |
| 15 | Germania (bandiera)            | D     | Achim Pfuderer    |
| 16 | Germania (bandiera)            | C     | Zoltán Sebescen   |
| 17 | Germania (bandiera)            | C     | Torsten Raspe     |
| 18 | Germania (bandiera)            | D     | Jochen Novodomsky |
| 19 | Germania (bandiera)            | D     | Alexander Malchow |
| 20 | Germania (bandiera)            | C     | André Sirocks     |
| 22 | Germania (bandiera)            | C     | Ralf Becker       |
| 23 | Germania (bandiera)            | A     | Marcus Schneck    |
| 24 | Germania (bandiera)            | C     | Tobias Hägele     |
| 25 | Germania (bandiera)            | P     | Bernd Klaus       |
| 26 | Serbia e Montenegro (bandiera) | D     | Ivica Smid        |
| 27 | Germania (bandiera)            | C     | Stefan Kleyer     |
| 28 | Germania (bandiera)            | C     | Bernd Santl       |
| 29 | Croazia (bandiera)             | C     | Jago Marić        |

## Organigramma societario
Area tecnica
- Allenatore: Wolfgang Wolf
- Allenatore in seconda:
- Preparatore dei portieri:
- Preparatori atletici:

## Calciomercato

### Sessione estiva
| Acquisti | Acquisti        | Acquisti              | Acquisti |
| R.       | Nome            | da                    | Modalità |
| -------- | --------------- | --------------------- | -------- |
| C        | Niclas Nyhlén   | Malmö FF              |          |
| C        | Ralf Becker     | St. Pauli             |          |
| A        | Antun Labak     | Osijek                |          |
| C        | Markus Lösch    | Ditzingen             |          |
| A        | Tomislav Marić  | Wattenscheid 09       |          |
| C        | Stefan Minkwitz | Fortuna Düsseldorf    |          |
| C        | Bernd Santl     | TSV Vestenbergsgreuth |          |
| P        | Thomas Walter   | Karlsruhe             |          |

| Cessioni | Cessioni       | Cessioni       | Cessioni |
| R.       | Nome           | a              | Modalità |
| -------- | -------------- | -------------- | -------- |
| A        | Alexander Dürr | Greuther Fürth |          |
| A        | Arthur Farh    | Homburg        |          |
| D        | Saša Janić     | Reutlingen     |          |
| A        | Oliver Sturm   | Verl           |          |
| P        | Oliver Tuzyna  | Karlsruhe      |          |

### Sessione invernale
| Acquisti | Acquisti | Acquisti | Acquisti |
| R.       | Nome     | da       | Modalità |
| -------- | -------- | -------- | -------- |

| Cessioni | Cessioni      | Cessioni | Cessioni |
| R.       | Nome          | a        | Modalità |
| -------- | ------------- | -------- | -------- |
| C        | Niclas Nyhlén | Cosenza  |          |

## Risultati

### 2. Bundesliga

#### Girone di andata
| Arbitro: | Merk |

|  |           |                                              |
|  | Marcatori | 32’ Labak 36’ Kevric 37’ Malchow 42’ Beierle |

| Arbitro: | Fleske |

|  |           |                  |
|  | Marcatori | 45’, 52’ Wegmann |

| Arbitro: | Müller |

|              |           |           |
| Elberfeld 3’ | Marcatori | 63’ Labak |

| Arbitro: | Casper |

|                       |           |                                            |
| Chatzis 7’ Sailer 76’ | Marcatori | 41’ Koch 67’ (aut.) Sebescen 81’ Jurgeleit |

| Arbitro: | Kadach |

|  |           |             |
|  | Marcatori | 45’ Chatzis |

| Arbitro: | Pohlmann |

|                        |           |             |
| Sailer 29’ Schneck 71’ | Marcatori | 90’ Dehoust |

| Arbitro: | Fleischer |

|  |           |            |
|  | Marcatori | 15’ Sailer |

| Stoccarda 28 settembre 1996, ore 15:30 CEST 8ª giornata | Kickers Stoccarda | 0 – 0 referto | Meppen | Waldau-Stadion (3 008 spett.)\| Arbitro: \| Hufgard \| |
| Arbitro:                                                | Hufgard           |               |        |                                                        |

| Arbitro: | Blumenstein |

|            |           |              |
| García 17’ | Marcatori | 56’ Strogies |

| Arbitro: | Wack |

|                           |           |             |
| Nyhlén 44’ Marić 47’, 63’ | Marcatori | 80’ Lottner |

| Arbitro: | Hauer |

|           |           |                                 |
| Kevric 5’ | Marcatori | 34’ Rusayev 82’ (aut.) Pfuderer |

| Arbitro: | Hilmes |

|                                        |           |             |
| van Buskirk 11’ Thorup 39’ Wollitz 71’ | Marcatori | 55’ Malchow |

| Arbitro: | Byernetzky |

|                |           |             |
| Marić 62’, 76’ | Marcatori | 89’ Ouakili |

| Wolfsburg 15 novembre 1996, ore 19:00 CET 14ª giornata | Wolfsburg | 0 – 0 referto | Kickers Stoccarda | VfL-Stadion am Elsterweg (4 766 spett.)\| Arbitro: \| Prengel \| |
| Arbitro:                                               | Prengel   |               |                   |                                                                  |

| Arbitro: | Schütz |

|              |           |                       |
| Sebescen 90’ | Marcatori | 37’ Arnold 72’ Preetz |

| Lipsia 30 novembre 1996, ore 14:00 CET 16ª giornata | VfB Lipsia | 0 – 0 referto | Kickers Stoccarda | Bruno-Plache-Stadion (4 200 spett.)\| Arbitro: \| Insam \| |
| Arbitro:                                            | Insam      |               |                   |                                                            |

| Arbitro: | Neis |

|             |           |           |
| Malchow 89’ | Marcatori | 58’ Flock |

#### Girone di ritorno
| Arbitro: | Keßler |

|            |           |              |
| Sailer 14’ | Marcatori | 15’ Schuster |

| Arbitro: | Prengel |

|                      |           |  |
| Rische 42’ Riedl 90’ | Marcatori |  |

| Arbitro: | Friedrichs |

|                                                   |           |  |
| Sailer 41’ Malchow 43’, 82’ Labak 53’ Beierle 77’ | Marcatori |  |

| Arbitro: | Wendorf |

|            |           |  |
| Möller 85’ | Marcatori |  |

| Arbitro: | Malbranc |

|           |           |  |
| Raspe 49’ | Marcatori |  |

| Arbitro: | Kadach |

|  |           |             |
|  | Marcatori | 83’ Beierle |

| Stoccarda 5 aprile 1997, ore 15:30 CEST 24ª giornata | Kickers Stoccarda | 0 – 0 referto | Eintracht Francoforte | Waldau-Stadion (4 467 spett.)\| Arbitro: \| Weiner \| |
| Arbitro:                                             | Weiner            |               |                       |                                                       |

| Arbitro: | Schmidt |

|          |           |           |
| Prus 80’ | Marcatori | 77’ Marić |

| Arbitro: | Gettke |

|             |           |  |
| Beierle 15’ | Marcatori |  |

| Arbitro: | Blumenstein |

|             |           |                 |
| Schmitt 75’ | Marcatori | 14’, 58’ Kevric |

| Jena 4 maggio 1997, ore 15:00 CEST 28ª giornata | Carl Zeiss Jena | 0 – 0 referto | Kickers Stoccarda | Ernst-Abbe-Sportfeld (5 881 spett.)\| Arbitro: \| Dörr \| |
| Arbitro:                                        | Dörr            |               |                   |                                                           |

| Arbitro: | Insam |

|            |           |  |
| Sailer 50’ | Marcatori |  |

| Arbitro: | Werthmann |

|             |           |  |
| Demandt 36’ | Marcatori |  |

| Stoccarda 21 maggio 1997, ore 18:30 CEST 31ª giornata | Kickers Stoccarda | 0 – 0 referto | Wolfsburg | Waldau-Stadion (4 327 spett.)\| Arbitro: \| Müller \| |
| Arbitro:                                              | Müller            |               |           |                                                       |

| Arbitro: | Byernetzky |

|  |           |           |
|  | Marcatori | 50’ Lösch |

| Arbitro: | Kadach |

|                                |           |           |
| Sailer 69’ Marić 84’ Lösch 87’ | Marcatori | 43’ Fuchs |

| Arbitro: | Strampe |

|           |           |  |
| Meyer 82’ | Marcatori |  |

### Coppa di Germania
| Arbitro: | Sather |

|               |           |  |
| Woltmann 114’ | Marcatori |  |

## Statistiche

### Statistiche di squadra
| Competizione      | Punti | In casa | In casa | In casa | In casa | In casa | In casa | In trasferta | In trasferta | In trasferta | In trasferta | In trasferta | In trasferta | Totale | Totale | Totale | Totale | Totale | Totale | DR  |
| Competizione      | Punti | G       | V       | N       | P       | Gf      | Gs      | G            | V            | N            | P            | Gf           | Gs           | G      | V      | N      | P      | Gf     | Gs     | DR  |
| ----------------- | ----- | ------- | ------- | ------- | ------- | ------- | ------- | ------------ | ------------ | ------------ | ------------ | ------------ | ------------ | ------ | ------ | ------ | ------ | ------ | ------ | --- |
| 2. Bundesliga     | 53    | 17      | 8       | 5       | 4       | 24      | 15      | 17           | 6            | 6            | 5            | 14           | 12           | 34     | 14     | 11     | 9      | 38     | 27     | +11 |
| Coppa di Germania | -     | 0       | 0       | 0       | 0       | 0       | 0       | 1            | 0            | 0            | 1            | 0            | 1            | 1      | 0      | 0      | 1      | 0      | 1      | -1  |
| Totale            | 53    | 17      | 8       | 5       | 4       | 24      | 15      | 18           | 6            | 6            | 6            | 14           | 13           | 35     | 14     | 11     | 10     | 38     | 28     | +10 |

### Andamento in campionato
| Giornata  | 1 | 2 | 3 | 4  | 5 | 6 | 7 | 8 | 9 | 10 | 11 | 12 | 13 | 14 | 15 | 16 | 17 | 18 | 19 | 20 | 21 | 22 | 23 | 24 | 25 | 26 | 27 | 28 | 29 | 30 | 31 | 32 | 33 | 34 |
| --------- | - | - | - | -- | - | - | - | - | - | -- | -- | -- | -- | -- | -- | -- | -- | -- | -- | -- | -- | -- | -- | -- | -- | -- | -- | -- | -- | -- | -- | -- | -- | -- |
| Luogo     | T | C | T | C  | T | C | T | C | T | C  | C  | T  | C  | T  | C  | T  | C  | C  | T  | C  | T  | C  | T  | C  | T  | C  | T  | T  | C  | T  | C  | T  | C  | T  |
| Risultato | V | P | N | P  | V | V | V | N | N | V  | P  | P  | V  | N  | P  | N  | N  | N  | P  | V  | P  | V  | V  | N  | N  | V  | V  | N  | V  | P  | N  | V  | V  | P  |
| Posizione | 1 | 7 | 5 | 11 | 8 | 6 | 5 | 5 | 7 | 3  | 4  | 6  | 4  | 5  | 7  | 6  | 7  | 6  | 11 | 8  | 9  | 8  | 6  | 6  | 6  | 5  | 4  | 5  | 4  | 5  | 5  | 5  | 5  | 5  |

Legenda:

Luogo: C = Casa; T = Trasferta. Risultato: V = Vittoria; N = Pareggio; P = Sconfitta.

### Statistiche dei giocatori
| Giocatore     | 2. Bundesliga | 2. Bundesliga | 2. Bundesliga | 2. Bundesliga | Coppa di Germania | Coppa di Germania | Coppa di Germania | Coppa di Germania | Totale   | Totale | Totale      | Totale     |
| Giocatore     | Presenze      | Reti          | Ammonizioni   | Espulsioni    | Presenze          | Reti              | Ammonizioni       | Espulsioni        | Presenze | Reti   | Ammonizioni | Espulsioni |
| ------------- | ------------- | ------------- | ------------- | ------------- | ----------------- | ----------------- | ----------------- | ----------------- | -------- | ------ | ----------- | ---------- |
| R. Becker     | 5             | 0             | 0             | 0             | 0                 | 0                 | 0                 | 0                 | 5        | 0      | 0           | 0          |
| M. Beierle    | 23            | 4             | 4             | 0             | 1                 | 0                 | 0                 | 0                 | 24       | 4      | 4           | 0          |
| N. Chatzis    | 18            | 2             | 4             | 0             | 0                 | 0                 | 0                 | 0                 | 18       | 2      | 4           | 0          |
| J. Góra       | 7             | 0             | 0             | 0             | 0                 | 0                 | 0                 | 0                 | 7        | 0      | 0           | 0          |
| R. Hofacker   | 23            | 0             | 4             | 0             | 1                 | 0                 | 0                 | 0                 | 24       | 0      | 4           | 0          |
| T. Hägele     | 0             | 0             | 0             | 0             | 0                 | 0                 | 0                 | 0                 | 0        | 0      | 0           | 0          |
| A. Kevric     | 29            | 4             | 10            | 2             | 1                 | 0                 | 1                 | 0                 | 30       | 4      | 11          | 2          |
| B. Klaus      | 2             | 0             | 0             | 0             | 1                 | 0                 | 0                 | 0                 | 3        | 0      | 0           | 0          |
| S. Kleyer     | 1             | 0             | 0             | 0             | 0                 | 0                 | 0                 | 0                 | 1        | 0      | 0           | 0          |
| A. Labak      | 24            | 3             | 5             | 2             | 1                 | 0                 | 0                 | 0                 | 25       | 3      | 5           | 2          |
| M. Lösch      | 27            | 2             | 5             | 1             | 0                 | 0                 | 0                 | 0                 | 27       | 2      | 5           | 1          |
| A. Malchow    | 30            | 5             | 8             | 3             | 1                 | 0                 | 0                 | 0                 | 31       | 5      | 8           | 3          |
| J. Marić      | 0             | 0             | 0             | 0             | 0                 | 0                 | 0                 | 0                 | 0        | 0      | 0           | 0          |
| T. Marić      | 20            | 6             | 5             | 0             | 1                 | 0                 | 0                 | 0                 | 21       | 6      | 5           | 0          |
| S. Minkwitz   | 15            | 0             | 2             | 0             | 1                 | 0                 | 0                 | 0                 | 16       | 0      | 2           | 0          |
| J. Novodomsky | 9             | 0             | 4             | 0             | 1                 | 0                 | 0                 | 0                 | 10       | 0      | 4           | 0          |
| N. Nyhlén     | 12            | 1             | 1             | 0             | 0                 | 0                 | 0                 | 0                 | 12       | 1      | 1           | 0          |
| O. Per        | 5             | 0             | 0             | 0             | 0                 | 0                 | 0                 | 0                 | 5        | 0      | 0           | 0          |
| A. Pfuderer   | 27            | 0             | 2             | 0             | 1                 | 0                 | 1                 | 0                 | 28       | 0      | 3           | 0          |
| T. Raspe      | 26            | 1             | 2             | 1             | 1                 | 0                 | 0                 | 0                 | 27       | 1      | 2           | 1          |
| M. Sailer     | 32            | 7             | 4             | 0             | 0                 | 0                 | 0                 | 0                 | 32       | 7      | 4           | 0          |
| B. Santl      | 15            | 0             | 5             | 0             | 0                 | 0                 | 0                 | 0                 | 15       | 0      | 5           | 0          |
| M. Schneck    | 2             | 1             | 0             | 0             | 0                 | 0                 | 0                 | 0                 | 2        | 1      | 0           | 0          |
| Z. Sebescen   | 11            | 1             | 2             | 0             | 0                 | 0                 | 0                 | 0                 | 11       | 1      | 2           | 0          |
| A. Sirocks    | 8             | 0             | 0             | 0             | 1                 | 0                 | 0                 | 0                 | 9        | 0      | 0           | 0          |
| I. Smid       | 2             | 0             | 0             | 0             | 0                 | 0                 | 0                 | 0                 | 2        | 0      | 0           | 0          |
| M. Smirnov    | 5             | 0             | 0             | 0             | 0                 | 0                 | 0                 | 0                 | 5        | 0      | 0           | 0          |
| R. Strogies   | 34            | 1             | 2             | 0             | 1                 | 0                 | 0                 | 0                 | 35       | 1      | 2           | 0          |
| T. Walter     | 32            | 0             | 0             | 0             | 0                 | 0                 | 0                 | 0                 | 32       | 0      | 0           | 0          |
| D. Wüllbier   | 28            | 0             | 11            | 1             | 1                 | 0                 | 0                 | 0                 | 29       | 0      | 11          | 1          |